# Leonard Wery

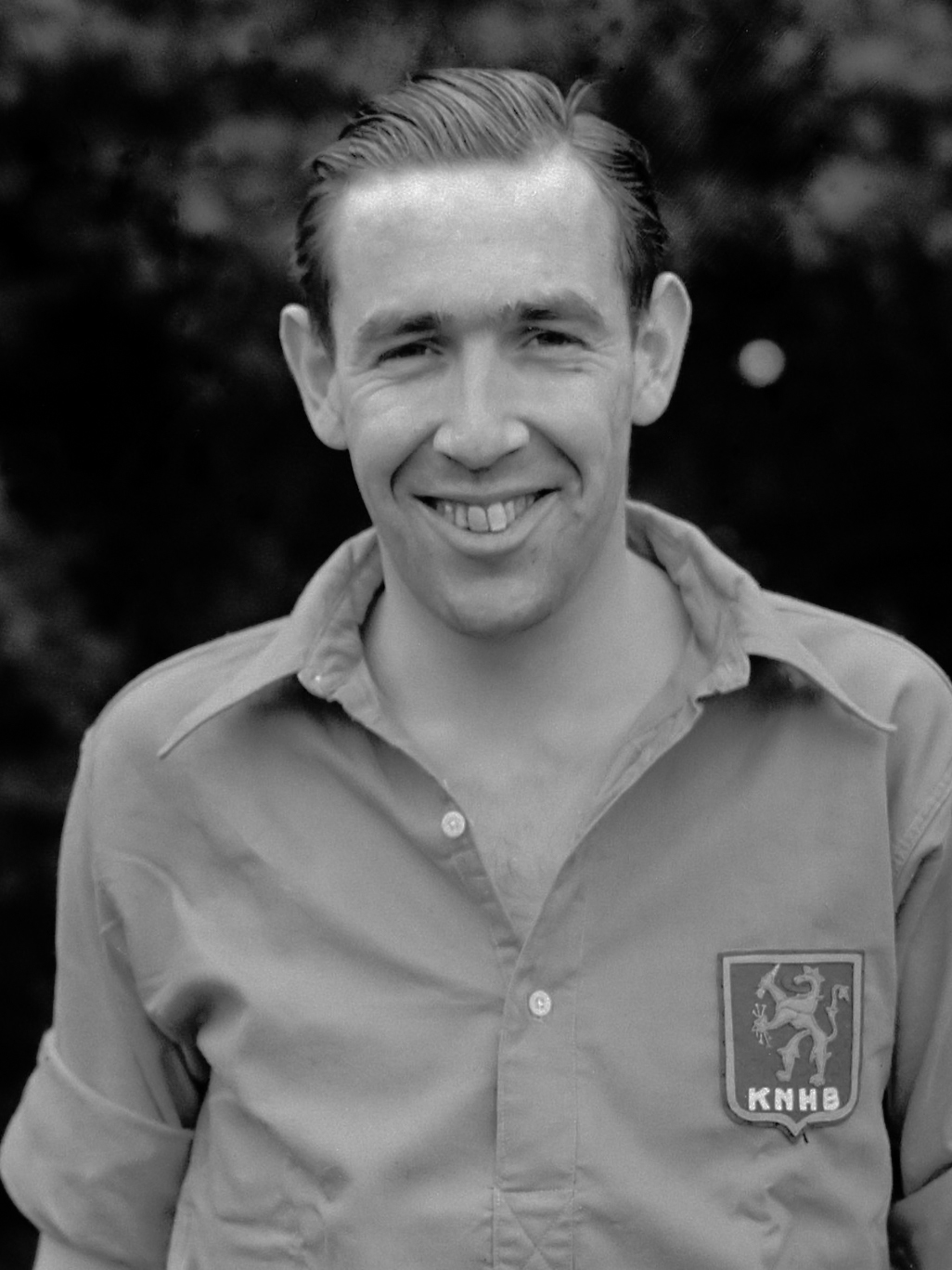
Leonard Wery

Leonard Hugo "Leo" Wery, född 27 mars 1926 i Haag, död 29 augusti 2019 i Wassenaar, var en nederländsk landhockeyspelare.
Wery blev olympisk silvermedaljör i landhockey vid sommarspelen 1952 i Helsingfors.